# Linea Schlageter
Linea Schlageter (in tedesco Schlageter-Kurs o Schlageter-Linie) è il nome attribuito alla linea politica adottata dal Partito Comunista di Germania (KPD) negli anni 1920 nei confronti del risorgente nazionalismo tedesco. Prende il nome da un discorso del politico sovietico Karl Radek del 20 giugno 1923, contenente un elogio di Albert Leo Schlageter, un nazionalista tedesco che, per aver resistito all'occupazione della Ruhr da parte dei francesi, era stato da questi fucilato il 26 maggio. Il discorso di Radek fu pubblicato con il titolo Leo Schlageter, il viandante del nulla (Leo Schlageter, der Wanderer ins Nichts) o, secondo un'altra traduzione meno letterale, il pellegrino del nulla, ed è anche noto semplicemente come discorso Schlageter (Schlageter-Rede).
La linea Schlageter, tentando di coniugare liberazione sociale e liberazione nazionale, mirava a incanalare verso la causa rivoluzionaria del KPD l'ondata di nazionalismo che si stava diffondendo in Germania. Le conseguenze politiche furono tuttavia del tutto opposte alle aspettative dei comunisti, che adoperando un frasario nazionalista e anche antisemita di fatto favorirono la propaganda delle forze di estrema destra, soprattutto del Partito Nazionalsocialista Tedesco dei Lavoratori (NSDAP) di Adolf Hitler.
I risultati dannosi costrinsero ben presto il KPD a stemperare il linguaggio sciovinista e antisemita, che tuttavia non fu mai del tutto abbandonato. Fu quindi riproposto con rinnovato vigore durante il nuovo corso nazionalista intrapreso dai comunisti nei primi anni 1930, quando essi si trovarono nuovamente a convergere con i nazisti contro i socialdemocratici, considerati i primi nemici del proletariato in virtù della teoria del socialfascismo. Gli strascichi della linea Schlageter e la teoria del socialfascismo contribuirono a scavare un profondo solco tra comunisti e socialdemocratici, impedendo la formazione di un solido fronte antinazista.

## La fine di Schlageter e il discorso di Radek

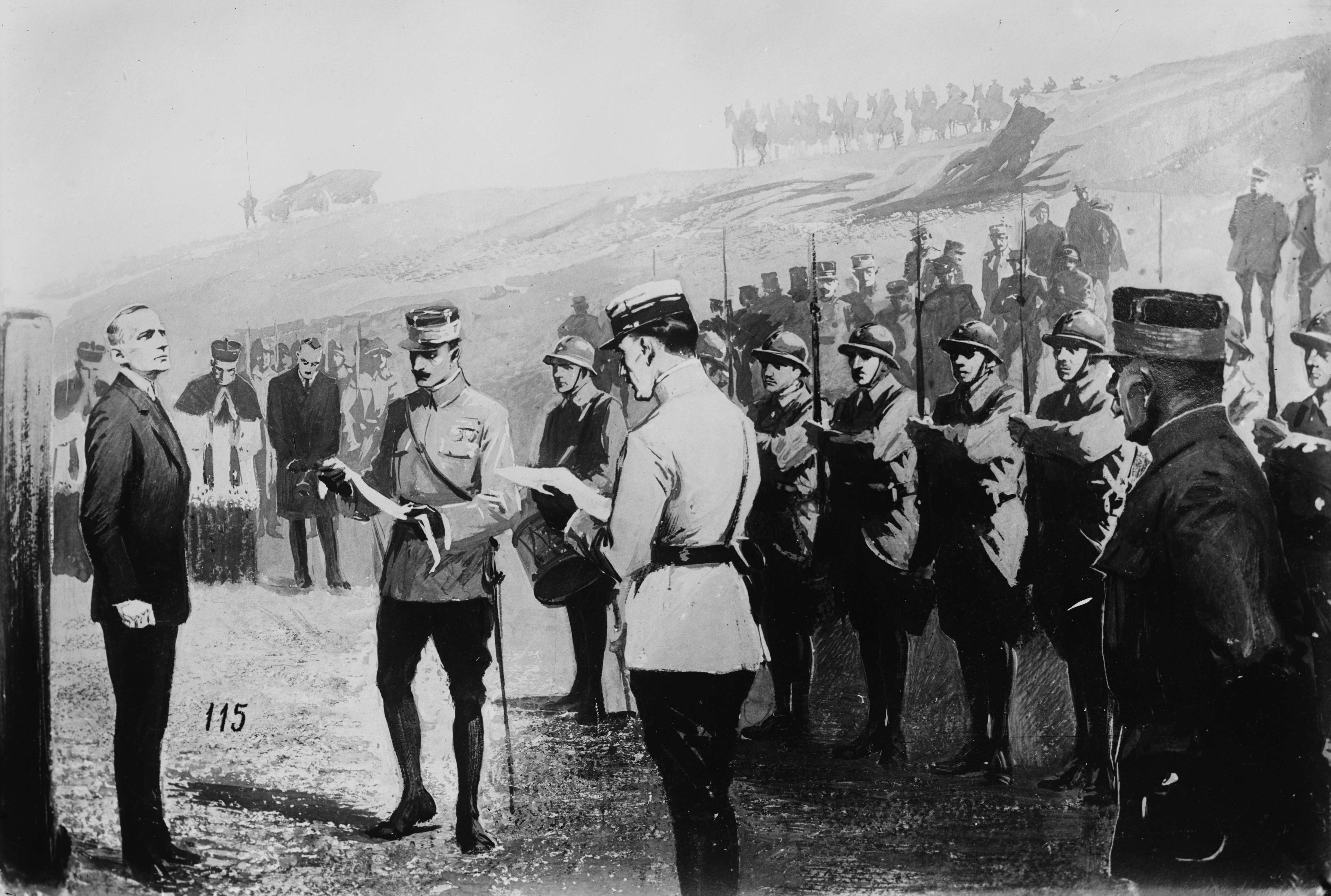
Illustrazione che raffigura Schlageter dinanzi al plotone d'esecuzione

Schlageter, membro di Freikorps dell'Alta Slesia fusisi nel 1921 con l'emergente NSDAP, partecipò a diverse azioni di sabotaggio contro l'occupazione francese della Ruhr. Catturato dai francesi a seguito di un tradimento il 2 aprile 1923 a Essen, fu condannato a morte da una corte marziale francese il 9 maggio e fucilato nella brughiera di Golzheim nei pressi di Düsseldorf il 26 maggio. L'esecuzione di Schlageter suscitò un'ondata di protesta in Germania e il governo del Reich protestò inviando una nota al capo del governo francese Raymond Poincaré.
Il 20 giugno Karl Radek, esperto dell'Internazionale Comunista per la Germania, in un discorso tenuto a Mosca dinanzi al III Plenum del Comitato esecutivo elogiò il «fascista» Schlageter come un «martire del nazionalismo tedesco» e «coraggioso soldato della controrivoluzione», che merita «di essere onestamente apprezzato con virilità da noi, soldati della rivoluzione». «Se le cerchie dei fascisti tedeschi, che vogliono servire sinceramente il popolo tedesco, non comprenderanno il senso del destino di Schlageter, allora Schlageter è caduto invano, e dovranno scrivere sul suo monumento: pellegrino verso il nulla [...]. Noi vogliamo fare di tutto perché uomini come Schlageter, pronti ad andare alla morte per una causa generale, non siano pellegrini verso il nulla ma pellegrini verso un futuro migliore dell'intera umanità, perché non versino il loro disinteressato sangue per i profitti dei baroni del carbone e del ferro, ma per la causa del grande popolo tedesco lavoratore, che è parte della famiglia dei popoli che lottano per la loro liberazione [...]. Schlageter non può più ascoltare questa risposta. Noi siamo sicuri che centinaia di Schlageter l'ascolteranno e la comprenderanno».
Il discorso di Radek fu pubblicato il 26 giugno dall'organo di stampa del KPD, Die Rote Fahne, con il titolo Leo Schlageter, il viandante del nulla (Leo Schlageter, der Wanderer ins Nichts) o, secondo un'altra traduzione meno letterale, il pellegrino del nulla.

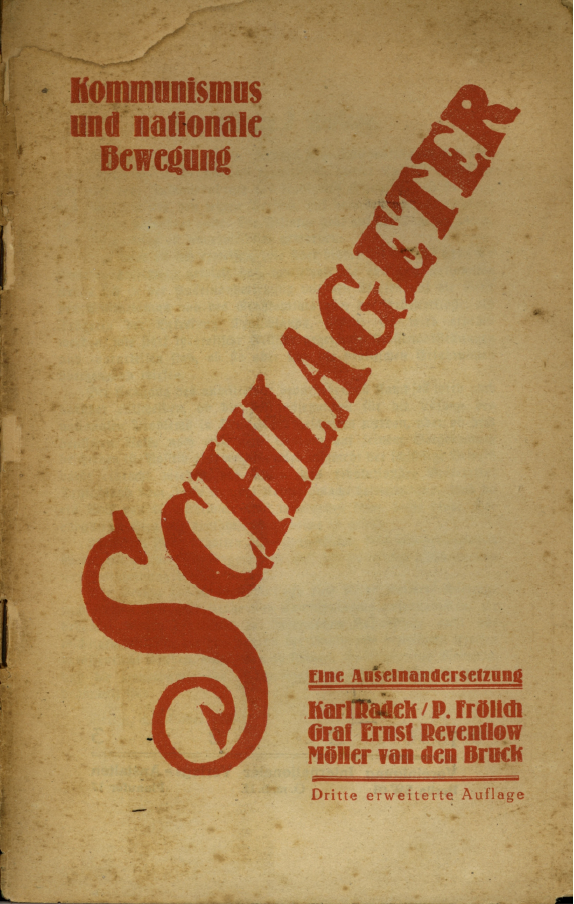
Copertina del libro del 1923 Schlageter. Comunismo e questione nazionale. Un confronto

Sempre nel 1923, il discorso di Radek fu pubblicato nel volumetto Schlageter. Comunismo e questione nazionale. Un confronto, insieme ai principali contributi al dibattito che ne seguì, a firma del comunista Paul Fröhlich e dei nazionalisti Ernst zu Reventlow e Arthur Moeller van den Bruck.

## Valutazioni critiche
Il discorso di Radek fu criticato dall'ex capo del Partito Comunista d'Italia Amadeo Bordiga:
Un deplorevole rimpicciolimento è quello che riduce il compito del grande proletariato di Germania a una emancipazione nazionale: quando noi attendiamo da questo proletariato e dal suo partito rivoluzionario che esso riesca a vincere non per sé, ma per salvare la esistenza e la evoluzione economica socialista della Russia dei Soviet, e per rovesciare contro le fortezze capitaliste di occidente la fiumana della Rivoluzione mondiale, destando i lavoratori degli altri paesi per un momento immobilizzati dagli ultimi conati controffensivi della reazione borghese.»
Peter Petroff e sua moglie Irma, militanti trockisti emigrati nel Regno Unito dalla Germania dopo l'avvento del regime nazista, analizzarono le cause della vittoria di Hitler in un volume pubblicato nel 1934 dagli scrittori Leonard e Virginia Woolf. I Petroff rilevano che la posizione ambigua dei comunisti verso l'estrema destra tedesca si era manifestata ancora prima del discorso di Radek su Schlageter. In occasione del Putsch di Kapp del marzo 1920, un tentativo dei Freikorps di abbattere la Repubblica di Weimar, il KPD si era inizialmente rifiutato di sostenere lo sciopero generale contro il Putsch. Inoltre, la stampa sovietica aveva pubblicato un articolo, scritto dal medesimo Radek, che guardava con favore alla sollevazione di Kapp per ragioni geopolitiche, in quanto la Francia sarebbe stata obbligata a distogliere la Polonia dalla guerra contro la Russia sovietica per schierarla contro la Germania.
Lo storico tedesco Heinrich August Winkler definisce gli eventi dell'estate 1923 «uno spettacolare tentativo di formare un'alleanza» tra l'estrema sinistra e l'estrema destra.